# توشيكي يامادا
توشيكي يامادا (باليابانية: 山田 俊毅) (27 فبراير 1993 في كيوتو في اليابان – )؛ هو لاعب كرة قدم سابق كان يلعب كلاعب وسط.

## وصلات خارجية
- توشيكي يامادا على موقع Soccerway.com (الإنجليزية)